# Eleonora Duseová
Eleonora Duseová (3. října 1858 Vigevano – 21. dubna 1924 Pittsburgh) byla italská herečka.
Pocházela z herecké rodiny, od čtyř let vystupovala v kočovném divadle. Roku 1886 založila vlastní divadelní společnost, s níž cestovala po Evropě a Severní Americe. Ve své době byla považována spolu se Sarah Bernhardt za největší osobnost moderního herectví. Proslulý byl její milostný vztah se spisovatelem Gabrielem d'Annunziem, v jehož hrách často účinkovala. Byla první ženou, jejíž portrét se objevil na obálce časopisu Time. V roce 1917 hrála ve filmu Cenere.
V roce 1947 o ní natočil Filippo Walter Ratti životopisný film Eleonora Duseová. Hlavní roli v něm hrála Elisa Ceganiová.

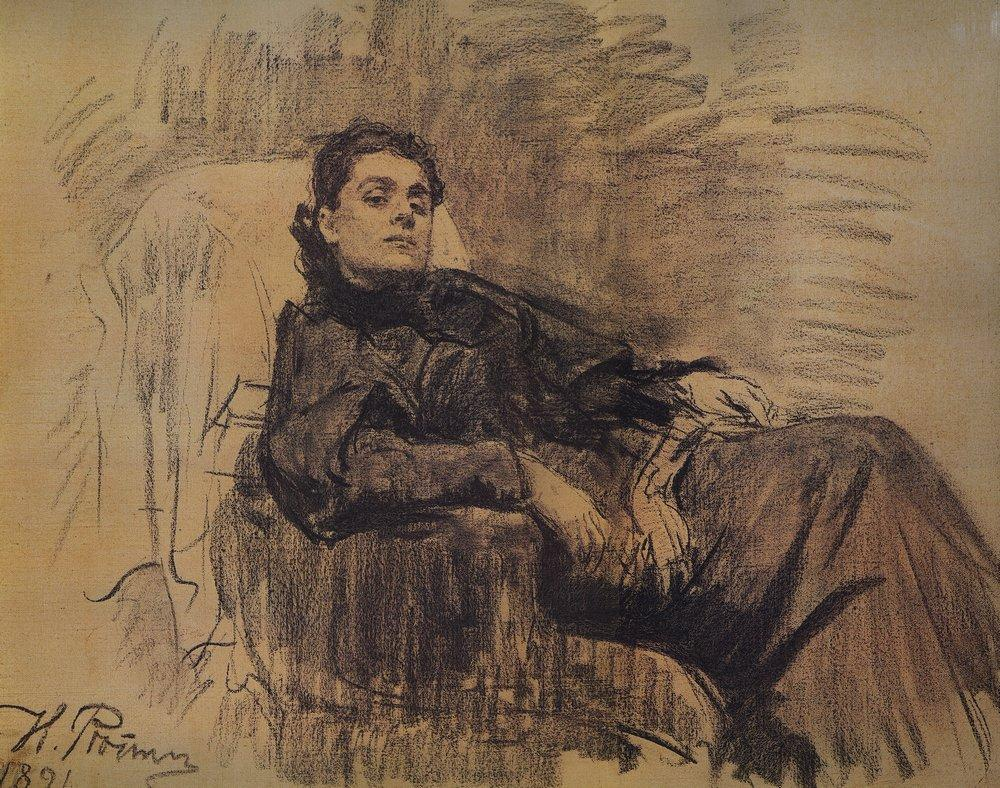
Portrét Eleonory Duseové od Ilji Repina (Treťjakovská galerie)